# Mini Metro

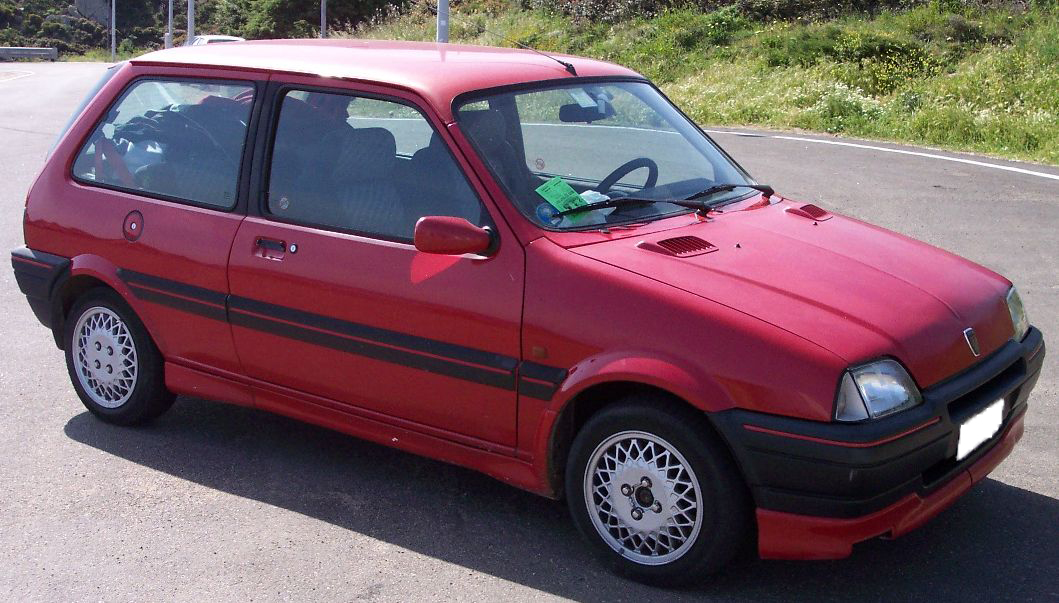
Rover Mini Metro GTi. efter uppdateringen på 1990-talet.

Mini Metro var beteckningen på en engelsk småbil som såldes under märkena Austin, Rover och MG, beroende på tillverkningsår, motor och utrustning.
Modellen presenterades 1980 som en Austin och tanken var från början att Mini Metro skulle ersätta den klassiska Mini från 1959, även om den nya modellen var betydligt större. Mini kom dock att tillverkas ytterligare 19 år. Mini Metro fanns som tre- eller femdörrars halvkombi, liksom som täckt skåpbil, kallad Morris Metro eller Metrovan. Motorerna som erbjöds var på mellan 1,0 och 1,4 liters slagvolym, varav de starkaste såldes under MG-namnet. 1987 valde Rover Group att slopa bilmärket Austin. Nu kom bilarna bara att säljas med sina modellnamn. Metron marknadsfördes  kort och gott som Metro. 
1990 genomgick modellen en ansiktslyftning vilket innebar lite rundare lyktarrangemang och en ny grill, samtidigt som modellen nu hade Rover-emblem. På vissa marknader bytte den också namn till Rover 100 för att anknyta till övriga modeller inom företaget. 
1994 kom ännu en kosmetisk uppdatering samt nya inredningsmaterial. Denna version såldes fram till 1998, då modellen hastigt slutade tillverkas efter ett undermåligt resultat i EuroNCAP:s oberoende krocktest. Då hade över två miljoner exemplar av modellen tillverkats, vilket placerar modellen bland de mest tillverkade brittiska bilarna. På grund av rostskydds- och kvalitetsproblem finns dock inte så många exemplar kvar i trafik idag. Mini Metro marknadsfördes aldrig i Sverige. Någon ersättare till modellen kom inte förrän 2003, då den Indienbyggda CityRover introducerades.